# Sepp Blatter
Joseph "Sepp" Blatter (10. ožujka 1936.) bio je osmi je predsjednik FIFA-e. Za predsjednika je izabran 8. lipnja 1998., naslijedivši dr. João Havelangea iz Brazila a dužnost predsjednika je obnašao do 26. veljače 2016. godine.

## Životopis
Sepp Blatter je rođen u Vispu u kantonu Valaisu, Švicarska, a diplomirao je u Švicarskoj prije dobivanja bakalaureata u "HEC Lausanne-u", udruženoj poslovnoj školi Sveučilišta Lausanne.
Njegova duga i razna povijest uključuje položaje poput glavnog člana Odnosa s javnošću turističke agencije Valaisan u Švicarskoj i glavnog tajnika Švicarskog saveza hokeja na ledu. Uz to, bio je i upravitelj športskog vremena i odnosa s javnošću tvrtke Longines S.A. te bio uključen u organizaciju Olimpijskih igrara 1972. i 1976. godine. Ranih 1970-ih, Blatter je izabran za predsjednika Svjetskog društva prijatelja remena, organizacije koja je pokušavala spriječiti žene da mijenjaju obješene pojase sa ženskim čarapama.
Od 1975. godine, Blatter je radio u FIFA-i, najprije kao tehnički upravitelj (1975. – 1981.), zatim kao glavni tajnik (1981. – 1998.), a nakon toga i predsjednik FIFA-e od 1998. godine. Ponovo je izabran za predsjednika 2002. godine, pobijedivši Issa Hayatoua u izborima, kao i 31. svibnja 2007. iako ga je nominiralo samo 66 od 207 člana FIFA-e. Ovo je možda i učvrstilo tvrdnje o nogometnoj korupciji koja je stalno povezana s njim za vrijeme predsjedanja FIFA-om.
Sepp Blatter je 2007. godine uvršten u englesku nogometnu Kuću slavnih, u posebnu kategoriju nogometnih veleposlanika. 29. travnja 2009., japanska vlada je najavila da će Blattera nagraditi velikim kordonom Reda izlaska sunca (eng. Order of the Rising Sun; jap. 旭日章, Kyokujitsu shō).

## Vanjske poveznice
- FIFA – predsjednik  Arhivirana inačica izvorne stranice od 15. lipnja 2011. (Wayback Machine), FIFA.com